# Calyptronema pachyderma
Calyptronema pachyderma is een rondwormensoort uit de familie van de Enchelidiidae.